# Cryptocarya kwangtungensis
Cryptocarya kwangtungensis là loài thực vật có hoa trong họ Nguyệt quế. Loài này được H.T.Chang miêu tả khoa học đầu tiên năm 1963.